# 刘永福墓
刘永福墓，位于中国广西壮族自治区钦州市欽南區沙埠鎮沙寮村老虎岭，为劉永福的墓園所在，是一个省级文物保护单位，为第四批广西壮族自治区文物保护单位，公布时间为1994年7月8日。
刘永福墓的历史年代为清。